# Increase Mather
Increase Mather (/ˈmæðər/ ; 21 de junho de 1639 Old Style – 23 de agosto de 1723 Old Style) foi um clérigo puritano da Nova Inglaterra na Colônia da Baía de Massachusetts e presidente do Harvard College por vinte anos (1681–1701). Ele foi influente na administração da colônia durante um período que coincidiu com os notórios julgamentos das bruxas de Salem.

## Na cultura popular
No romance de John Neal de 1828, Rachel Dyer, Increase Mather aparece no final do julgamento de bruxaria de Martha Corey para anunciar o veredicto de culpado e fazer um discurso. Ele também é interpretado por Stephen Lang na série de TV Salem de 2014. Increase Mather também aparece em Act of Oblivion (2022) de Robert Harris.